# 샘파
샘파(Sampha)는 영국의 일렉트로니카 싱어송라이터이다.